# Yo! MTV Raps
Yo! MTV Raps es un programa de videos musicales de televisión estadounidense de dos horas de duración, que se emitió por primera vez en MTV Europa desde 1987 hasta mediados de los años 1990 y en MTV US desde agosto de 1988 hasta agosto de 1995. La versión americana del programa (creada por Ted Demme y Peter Dougherty) fue el primer programa de música hip hop de la cadena y se basó en el programa original europeo, que se emitió por primera vez un año antes que la versión americana. Yo! MTV Raps produjo una mezcla de videos de rap, entrevistas con raperos, presentaciones en vivo en el estudio (los viernes) y comedia. El programa también produjo una versión brasileña llamada Yo! MTV y transmitida por MTV Brasil de 1990 a 2005.

## Presentadores
La versión estadounidense fue presentada originalmente por Fab Five Freddy. Más tarde, el presentador principal del programa fue Doctor Dré y el amigo de la escuela secundaria de Demme, Ed Lover, quienes presentaban juntos los días de semana. Pronto se les unió T Money, miembro del grupo Original Concept. Fab Five Freddy pasó a ser anfitrión los fines de semana. La programación original del programa, protagonizada únicamente por Fab como presentador, se estrenó en MTV el 6 de agosto de 1988.
En la versión semanal denominada Yo! MTV Raps Today (que debutó el 13 de marzo de 1989), Ed Lover creó su propio baile llamado Ed Lover Dance (que normalmente se presentaba los miércoles) que se hizo popular en la década de 1990. El baile fue interpretado con la canción «The 900 Number» de The 45 King.

## Historia
En 1987, la periodista y productora francesa Sophie Bramly desarrolló y presentó el programa Yo! para la entonces naciente MTV Europa, con Afrika Bambaataa como primera invitada. Posteriormente fueron invitados N.W.A., Public Enemy, LL Cool J, Ice T, De La Soul, Eric B. & Rakim, EPMD, Ultramagnetic MCs, entre otros. Al año siguiente, Run-D.M.C. presentó el episodio piloto en los Estados Unidos, con DJ Jazzy Jeff & The Fresh Prince como los primeros invitados del programa y el video de Eric B. & Rakim para la canción principal del álbum Follow the Leader como el primer video emitido en el programa. El piloto fue uno de los programas con mayor audiencia que se haya emitido en MTV en ese momento, y solo los Video Music Awards y Live Aid recibieron mayores calificaciones.
«Chain Gang» de Shinehead fue el primer video que se mostró durante un episodio de la temporada regular. Mientras que, «High Rollers» de Ice T fue el primer videoclip que se reprodujo durante el programa semanal. El logotipo de Yo! MTV Raps fue creado por uno de los primeros escritores de graffiti, Dr. Revolt. El espectáculo animado abierto fue producido por Nigel Cox-Hagen y animado por Beau Tardy.

### Yo! MTV Rapsy la difusión del hip-hop
Con la llegada de Yo! MTV Raps a finales de la década de 1980 fue crucial para difundir el hip-hop por todo el mundo. A través de MTV Europa, MTV Asia y MTV Latinoamérica, el estilo y sonido afroamericano y latino estuvieron instantáneamente disponibles para millones de personas en todo el mundo, ayudando a crear una apreciación e interés mundial en la escena hip-hop, algo que fue celebrado en el 20 aniversario del programa.

### Competencia
Aunque Video Music Box se considera el primer competidor, en 1989, el antiguo rival BET creó competencia al estrenar Rap City. Fue el programa de hip-hop de mayor duración (que finalizó en 2009). Mientras que Yo! MTV Raps, que ahora está descontinuado, generalmente se centró en la escena del rap de la costa este y en artistas muy populares de la costa oeste, Rap City también incluyó videos de raperos underground emergentes de diferentes regiones de los Estados Unidos.

### Down With MTV
Uno de los artistas más populares que apareció en el programa fue Naughty by Nature. Cuando MTV inició su campaña publicitaria Down With MTV en 1992, se utilizó como base el gran éxito del grupo, «O.P.P.».

### Censura y declive
Los puntos de rating cayeron después de retirar el videoclip la canción «By the Time I Get to Ariona» de Public Enemy en 1991, alegando que era demasiado violento. Además, Yo! MTV Raps casi se negó a emitir el vídeo de «How I Could Just Kill a Man» de Cypress Hill. Sólo después de que intervino Sheri Howell, vicepresidenta de música y desarrollo de artistas de MTV, la cadena de televisión cambió de opinión.
Alrededor de 1992-93, MTV emitió Yo! MTV Raps sólo una vez a la semana, durante dos horas, los viernes después de medianoche.

### Fin del programa
Yo! Raps de MTV tuvo su final de serie el 17 de agosto de 1995. Numerosos nombres de alto perfil en el mundo del hip-hop cerraron el espectáculo con una sesión de freestyle rap, incluidos Rakim, KRS-One, Redman, Method Man, Special Ed, Erick Sermon, Chubb Rock, Craig Mack, MC Serch y Large Professor. Salt-N-Pepa tiene la distinción de aparecer en el primer y en el último episodio del programa.
Entre 1996 a 1999, MTV lo volvió emitir simplemente como Yo!, que era mucho más sencillo y tenía una lista semanal de anfitriones invitados especiales. Por ejemplo, Angie Martinez y Fatman Scoop fueron sus anfitriones. En 1998, Yo! no tuvo presentadores invitados y se convirtió en un programa de una hora que se transmitía los viernes por la noche a la 1:00 o la 1:30 (hora estándar del este).
En 2000, el canal para videos musicales de hip-hop se convirtió en Direct Effect, conocido desde 2006 como Sucker Free. Se transmitía tres veces por semana alrededor de las 7:00 PM (hora estándar del este). Es uno de los pocos medios de videos musicales de MTV además de su horario de rotación de videos musicales tarde en la noche y temprano en la mañana, ya que MTV continúa enfocándose en programación de videos no musicales, especialmente reality shows.

### Relanzamientos
Yo! MTV Raps hizo una especie de regreso, después de una pausa de 8 años durante el especial Jackassworld.com: 24 Hour Takeover en febrero de 2008. Tenía a Steve-O (junto a Sam Maccarone) promocionando su nuevo álbum de rap, haciendo estilos libres y mostrando su nuevo video musical. El antiguo set fue recreado cuidadosamente, con Johnny Knoxville bromeando diciendo que Mike Judge creó un nuevo episodio de Beavis and Butt-Head en el que criticaban el video de rap de Steve-O.

#### 20.º y 30.º aniversario
En abril de 2008, Yo! MTV Raps celebró su vigésimo aniversario, regresando a MTV. El programa Sucker Free se transformó en Yo! MTV Raps y presentó videos musicales clásicos de hip-hop, así como los actuales. Fab Five Freddy, Doctor Dré y Ed Lover contribuyeron al homenaje del programa. A finales del mismo mes, MTV emitió un compilado de los mejores momentos del programa durante su transmisión en el canal.
Yo! MTV Raps fue revivido para una nueva generación en 2018, celebrando el 30 aniversario en el Barclays Center de Brooklyn el 1 de junio de 2018.
El show en vivo contó con Big Daddy Kane y Juice Crew, Eric B & Rakim, Doug E. Fresh, KRS-One y Boogie Down Productions, EPMD, Flavor Flav, entre otros. También contó con presentadores y DJs anteriores que ayudaron a guiar la serie, como Fab Five Freddy, Ed Lover, Doctor Dré, T Money, Skribble, Red Alert y Chuck Chillout. Videos tributo de artistas como Eminem, Method Man y Redman también conmemoraron la ocasión.

#### Yo! MTV RapsInternational
En la primavera de 2019, Viacom International Media Networks relanzó la serie con versiones locales en el Reino Unido, Alemania, el Sudeste Asiático y versiones panafricanas en MTV Base y MTV Africa. El formato y la redacción de la serie estuvieron a cargo del productor de televisión británico Darcy Thomas. Esto también siguió con un programa derivado llamado Yo! MTV Rates presentado por Snoochie Shy y Poet, que se emitió en el Reino Unido y también fue producido por Thomas durante dos temporadas.

#### MTV Classic
Tras el lanzamiento de MTV Classic el 1 de agosto de 2016, los bloques de videoclips se han transmitido constantemente en la red con el nombre Yo! Hip-Hop Mix. Sin embargo, cuando se transmite, esto es simplemente una lista de reproducción automatizada de videos de rap/hip-hop desde la década de 1980 hasta principios de la década de 2000.

#### Pluto TV
Yo! MTV Raps fue agregado a la plataforma Pluto TV luego de la compra del servicio por parte de Viacom.

#### Paramount+
El 24 de febrero de 2021 se anunció que el programa reviviría en la plataforma de streaming Paramount+ de ViacomCBS. Un año después, se anunció que Conceited y DJ Diamond Kuts serían los anfitriones del resurgimiento. El 2 de mayo de 2022, se anunció que la reposición se estrenaría el día 24.

## En la cultura popular
- En la comedia dramática de ABC Doogie Howser, M. D. de aproximadamente la misma época, se ve con frecuencia a Doogie usando una camiseta de Yo! MTV Raps.
- Un podcast de Magic: El encuentro se llama «Yo! MTG Taps», una referencia a la mecánica de «tapping» utilizada en el juego.[12]
- Habían una serie de cartas coleccionables del programa que representaban a los distintos presentadores y muchos de los artistas cuyos videos aparecieron en el programa.
- En la canción «It Was a Good Day» del rapero Ice Cube, se hace referencia al programa en la estrofa «Went to Short Dog's house, they was watchin' Yo! MTV Raps».
- En la canción «Good Times» de Juelz Santana, se hace referencia al programa en la estrofa «Memba them ol' Yo! MTV Raps man, I hope they bring Yo! MTV back».